# フランク・チャーチ
フランク・フォレスター・チャーチ3世（英: Frank Forrester Church III、1924年7月25日  -  1984年4月7日）は、アメリカ合衆国の弁護士、政治家。アイダホ州選出の民主党上院議員。日本では、ロッキード事件の引き金役となった上院外交委員会多国籍企業小委員会（通称、チャーチ委員会）委員長として知られる。

## 生い立ちと初期の経歴
1924年7月25日にアイダホ州ボイシで生まれる。若い頃にはアイダホの上院議員のウィリアム・ボーラを尊敬しており、ボイシ高校に入学して生徒会の会長を務めると、1942年にはスタンフォード大学に進学した。
1943年には陸軍に入隊し、情報部員として中国、ビルマ、インド戦線に従軍した。1946年に軍を退役すると再び大学に戻り、1947年に学士号を取得した。
1947年にはベサイン・クラーク（元アイダホ州知事チェイス・A・クラークの娘）と結婚し、ハーバード・ロー・スクールに入学したが、1年後にはスタンフォード・ロー・スクールに転学する。そこでは背中の下部が痛み、原因はマサチューセッツの冬の寒さと考えたが痛みは治まらず、精巣癌と診断されて睾丸の一つと腺を切除され、余命2、3か月と診断される。しかし、別の医師によってエックス線治療が行われたことにより、快復した。この2度目の機会は、後に「人生自体、非常に危なっかしい提案であり、生き方は大きなチャンスを得る唯一の機会である。」と熟考されている。1950年には同校を卒業し、ボイシで弁護士を開業した。
フランクとベサインには2人の息子、フランク・フォレスター・チャーチ4世とチェイス・クラーク・チャーチがいた。フォレストは2009年に死去した。チェイスはボイシに居住している。

## 政治経歴
1956年、上院議員に32歳の若さで当選する。1967年、マクガバン、フルブライト両上院議員とともにベトナム戦争の解決を要請する声明を発表し、翌1970年5月共和党のジョン・シャーマン・クーパー上院議員とともにアメリカの一切の軍事介入禁止を求めた「クーパー・チャーチ修正案」を提出し、一躍脚光を浴びた。
1973年、チリのサルバドール・アジェンデ政権崩壊を契機に、多国籍企業の活動が外交に与える影響が大きいとして上院外交委員会のもとに多国籍企業小委員会が設置されると小委員長に選出され、アジェンデ政権崩壊に関与した企業とCIA（中央情報局）の関係を追及した。1974年、アメリカの資源外交とメジャーの癒着に関して石油メジャー15社を対象に公聴会を開催する。1975年、CIAの内外における非合法活動が明るみに出た際、情報機関の活動を監督する「情報活動調査特別委員会」（こちらも通称は「チャーチ委員会」）が上院に設置されると同委員長を兼務し、同年11月、CIAが5件の外国要人暗殺に関与したことを報告し、1978年に外国情報評価法の制定に寄与した。1976年、チャーチ委員会によるFBI（連邦捜査局）とコインテルプロの調査を開始するが、その活動は違法とみなされた。
ロッキード事件関連では、チャーチ委員会にロッキード社のコーチャン副社長を喚問して厳しく追及し、日本政府高官に対するトライスター機売り込みに関する情報を聞き出した。
1979年にエジプト・イスラエル平和条約調印式に出席する。
1984年1月に膵臓癌を発症して入院し、同年4月7日にメリーランド州ベセスダの自宅で死去。59歳。